# Гаяне Костанян
Гаяне Костанян (вірм. Գայանե Կոստանյան; нар. 20 липня 1988, Єреван, Вірменська РСР) — вірменська футболістка, нападниця.

## Клубна кар'єра
Розпочинала дорослу кар'єру в клубі «Коледж» (Єреван), з яким неодноразово ставала чемпіонкою та володаркою Кубка Вірменії. У 2004 році, в 16-річному віці, визнана найкращою футболісткою країни. Потім декілька сезонів провела в ліванському клубі «Оменмен».
У 2012 році перейшла в український клуб «Нафтохімік» (Калуш), зіграла 12 матчів та віжзначилася 8 голами в чемпіонаті України. За підсумками сезону стала володаркою Кубка України і срібним призером чемпіонату країни.
У січні 2013 року перейшла в російську «Кубаночку». За три неповних сезони зіграла 27 матчів та відзначилася 9 голами у вищому дивізіоні Росії. У 2014 році стала фіналісткою Кубку Росії, однак у фінальному матчі не грала.
У 2015 році виступала в Казахстані за «Кокше», з яким стала бронзовим призером чемпіонату Казахстану і фіналісткою національного Кубка.
По завершенні кар'єри гравчині працювала дитячим тренером французькому «Марселі».

## Кар'єра в збірній
Виступала за молодіжну збірну Вірменії. З юного віку також залучалася до національної збірної, на початку 2010-х років була капітаном команди. В офіційних турнірах зіграла не менше 17 матчів за збірну.

## Досягнення

### Командні
«Коледж»
- Чемпіонат Вірменії (6)

- Кубок Вірменії
  -  Володар (3): 2004/05, 2005/06, 2006/07

- Кубок Норвегії
  -  Бронзовий призер (2): 2007, 2010

«Оменмен»
- Чемпіонат Лівану
  -  Срібний призер (1): 2009
  -  Бронзовий призер (1): 2008

«Нафтохімік»
- Вища ліга України
  -  Срібний призер (1): 2012/13

- Кубок України
  -  Володар (1): 2012

«Кубаночка»
- Кубок Росії
  -  Фіналіст (1): 2014

«Кокше»
- Кубок Казахстану
  -  Фіналіст (1): 2015
  -  Бронзовий призер (1): 2015

### Індивідуальні
- Найкраща футболістка року в Вірменії (1): 2004